# Oligia pseudolatruncula
Oligia pseudolatruncula är en fjärilsart som beskrevs av Heydemann 1932. Oligia pseudolatruncula ingår i släktet Oligia och familjen nattflyn. Inga underarter finns listade i Catalogue of Life.